# Franz Xaver Reihing
Franz Xaver Reihing (* in Rottenburg am Neckar am 17. November 1804; † in Schmiechen bei Schelklingen am 2. Juni 1888) war ein katholischer Pfarrer, Pfarrchronist und Komponist von Kirchenmusik.

## Herkunft und Bildung
Franz Xaver Reihing war ein Sohn des Kürschners Jakob Reihing und dessen Ehefrau Katharina Ruckgaber (Rukgaber, Ruggaber), eine Bauerstochter, in Rottenburg a.N. Reihing war das erste Kind und wurde noch vor der 1811 stattgehabten Eheschließung der Eltern geboren.
Die Liebe zur Musik zeigte sich bei ihm früh. Schon im Alter von 13 Jahren verfasste er 1817 ein „Singfundament“. Auf 1821 sind seine „Klavierübungen“ datiert (im Alter von 17 Jahren). Vermutlich wurde er schon früh in Klavier- oder Orgelmusik unterrichtet. Reihing war bis 1819 Sängerknabe am Rottenburger Dom.
Reihing wurde zwei Jahre privat in Latein unterrichtet, bevor er die Gymnasien in Ellwangen (Jagst) und später in Rottweil bezog. Im Herbst 1824 erfolgte die Aufnahme in das Tübinger Wilhelmsstift zum Studium der Theologie. In Tübingen besuchte er unter anderem die Vorlesungen von Johann Sebastian von Drey, Johann Baptist von Hirscher, Johann Georg Herbst, Johann Adam Möhler und Andreas Benedict Feilmoser.
1829 verließ er die Universität und besuchte das Priesterseminar in Rottenburg a.N., wo er am 20. September 1830 zum Priester geweiht wurde. Am 12. März 1833 wurde ihm durch die gesetzliche Prüfung die Befähigung zum Kirchendienst bescheinigt.

## Beruflicher Werdegang
Seine erste Anstellung war die eines Vikars in Christazhofen bei Wangen im Allgäu vom 6. Oktober 1830 bis 15. Dezember 1832. Anschließend war er Pfarramtsverweser in Altheim bei Horb bis 7. Juni 1833. Darauf vertrat er die vakante Pfarrei in Urlau bei Leutkirch im Allgäu. Von dort aus bewarb er sich auf die neu errichtete Pfarrei Bavendorf, welches aber nicht genehmigt wurde. Bis 1836 vertrat er dann die verwaiste Stadtpfarrei in Leutkirch im Allgäu. Der württembergische König erteilte Reihing schließlich seine erste Pfarrei als Ortspfarrer von Schmiechen am 16. November 1836. Am 21. Dezember 1836 abends traf Reihing „in aller Stille hier (=Schmiechen) ein“.
Schmiechen hatte 1836 etwa 330 Einwohner und die Pfarrei war mit 640 Gulden Jahreseinkommen ausreichend dotiert. Reihing hatte sich offenbar vorgenommen, in Schmiechen seine musikalischen Pläne in die Tat umzusetzen. So beantragte er bereits 1837 Gelder für eine neue Orgel, welche im Herbst 1837 eingebaut wurde. Sein Ziel war die Gründung eines Kirchenchors: die Heranziehung und Ausbildung der Sänger im normalen Schulunterreicht brauchte aber Zeit, auch konnte erst 1848 ein Dirigent gefunden werden.
Reihing hatte viel Kontakt mit Adolf Kaim, der bei ihm private Musikstunden nahm. Mit dem Blaubeurer Oberamtsrichter Wilhelm Dodel war Reihing befreundet. Dem späteren Pater Maximilian Kneer (1864–1934) ermöglichte Reihing das Theologiestudium.
Neben der Kirchenmusik war Reihing auch historisch interessiert, verfasste zwar keine publizierten Abhandlungen, führte aber die Pfarrchronik sehr detailreich, welche heute eine wichtige Quelle der historischen Ereignisse in Schmiechen im 19. Jahrhundert darstellt.
Die Aufnahme von „unversorgten“ Familienmitgliedern in den Haushalt eines katholischen Ortspfarrers war allgemein üblich. So nahm auch Reihing zwei ledige Schwestern in seinen Haushalt in Schmiechen auf: zunächst Sophie, geboren (in Rottenburg a.N.?) am 3. April 1818 (errechnet), † in Schmiechen am 6. April 1860. Die zweite Schwester Katharina fungierte als seine Haushälterin und überlebte ihren älteren Bruder und verwaltete den Nachlass.
Als Kuriosum kann betrachtet werden, dass Reihing in seiner 52-jährigen Dienstzeit als Pfarrer in Schmiechen drei Generationen der Hirschwirtsfamilie Kneer als Ministranten erlebte: so den Großvater Medard Vitus (1824–1910), Schultheiß, dessen Sohn Andreas, ebenfalls Hirschwirt (1849–1901) und dessen Enkel Franz Xaver (1875–1910).
Reihing starb im Alter von 84 Jahren.

## Komponist von Kirchenliedern
Als Vikar in Christazhofen verfasste er einen Artikel über das Verhältnis der Musik zur Religion, welcher viel Beachtung fand (siehe Werke). Bereits hier forderte er ein Diözesansgesangbuch, mit welchem er dann 1859 durch Bischof Josef von Lipp beauftragt werden sollte. Das „Katholische Gesangbuch (…) im Bisthum Rottenburg (…)“ erschien 1865.
Reihings Leidenschaft war die Komposition von Kirchenliedern für die Kirchenmusik. Dieser Aufgabe widmete er sich während seiner 52-jährigen Amtszeit in Schmiechen. Diese Arbeit mündete in eine größere Zahl teils gedruckter (siehe Werke), teils ungedruckter Musikwerke.

## Ehrungen
- Verleihung des Königlichen Friedrichsorden I. Klasse anlässlich seines 50-jährigen Priesterjubiläums am 21. Dezember 1886
- Benennung einer Straße in Schmiechen zum „Reihingweg“

## Werke
- In welchem Verhältnisse stehen die schönen Künste, Malerei, Musik, Poesie usw., zu der Religion und wie soll sie der Geistliche benützen, um durch sie den Geist der Religion darzustellen, zu wecken und zu stärken. In: Kirchenblätter für das Bisthum Rottenburg, hrsg. von Lorenz Lang 1834, S. 243–266.
- Zusammen mit J. Storr (Musterlehrer in Rottweil) und Johann Baptist Braun (Lehrer und Organist in Schramberg), Einladung zu einem Vereine für Beförderung der Kirchen-Musik überhaupt, insbesondere des Kirchen-Gesangs und Orgel-Spiels: [Mannigfaltiges]. In: Magazin für Pädagogik und Didaktik: katholische Vierteljahrsschrift für Volkserziehung und Volksunterricht. Stuttgart: Expedition des Magazin für Pädagogik; Ulm: Ebner, Bd. 4 (1839), Heft 4, S. 158–165.
- Zusammen mit J. Storr (Musterlehrer in Rottweil) und Johann Baptist Braun (Lehrer und Organist in Schramberg), Einladung zu einem Vereine für Beförderung der Kirchen-Musik überhaupt, insbesondere des Kirchen-Gesangs und Orgel-Spiels. In: Freimüthige Blätter über Theologie und Kirchenthum, hg. von Benedict Alois Pflanz Jg. 1839, Heft 4, S. 470–478.
- (Hrsg.) Cantilenae chorales quae in sacro sancto missae sacrificio celebrando cantari solent. Ehingae ad Danubium (Ehingen an der Donau): Feger, 1840. 35 S.
- (Hrsg.) Die Choräle des heiligen Messamts mit Orgelbegleitung: nämlich: 11 solenne praefationen, 1 Pater noster, 11 ite missa est und vierstimmige lateinische und deutsche Responsorien. 2. Aufl. Ehingen a. d. D.: Feger, [1840]. 35 S.
- Andachten bei der werktätigen Pfarr- und Schüler-Messe. 2. Aufl. Ehingen a. D., 1844.
- Rede bei der Einweihung des neuen Friedhofs in Gross-Eislingen am Feste Allerheiligen 1847. Wissensteig (=Wiesensteig), 1848.
- Franz Xaver Reihing (Bearb.); Verein für katholische Kirchenmusik (Hrsg.), Cantionale chori sive oder Gregorianische KirchenGesänge: zum Amte der heiligen Messe und allen damit in Verbindung stehenden Feierlichkeiten des ganzen Kirchenjahrs / harmonisch für Orgel bearbeitet von Franz Xaver Reihing. Hrsg. vom Verein für katholische Kirchenmusik. Gmünd: Verlag zum Mozart, 1855. 206 S.: überwiegend Noten.
- Processionale, oder Handbuch bei Prozessionen, Bittgängen und Begräbnissen für Geistliche und Chorsänger. Ehingen a. D.: Feger, 1856. VI, 134 S.: Notenbeispiel.
- Cantionale chori sive compendium gradualis romani: complectens selectos cantus gregoriani modulos ad sacrum missae officium, benedictiones solemnes aliasque ceremonias per totius anni ecclesiastici circulum occurrentes / selegit et disposuit Franciscus Xaverius Reihing. Stuttgartiae: Metzler, 1856. 131 S.: überwiegend Noten.
- Vesperale, oder die Vespern der Sonn- und Festtage des ganzen Kirchenjahrs: ein Handbuch für Organisten und Chorsänger / Geordnet und harmonisch bearb. von Fr. Xaver Reihing. Tübingen: Laupp, 1858. VIII, 232 S.: Noten.